# أرتور فارياس
أرتور فارياس (بالإسبانية: Arturo Farías) (1 سبتمبر 1927 بسانتياغو في تشيلي - ) هو لاعب كرة قدم تشيلي في مركز الدفاع، شارك في كأس العالم 1950 وكأس أمريكا الجنوبية 1953. وشارك مع منتخب تشيلي لكرة القدم. أما مع النوادي، فقد لعب مع كولو-كولو وسانتياغو مورنينغ ‏.

## وصلات خارجية
- أرتور فارياس على موقع الاتحاد الدولي (مؤرشف)  (الإنجليزية)
- أرتور فارياس على موقع قاعدة بيانات كرة القدم.إي يو (الإنجليزية)
- أرتور فارياس على موقع ناشيونال فوتبول تيمز (الإنجليزية)
- أرتور فارياس على موقع Soccerway.com (الإنجليزية)
- أرتور فارياس على موقع عالم كرة القدم.نت (الإنجليزية)